# Far Cry Primal
Far Cry Primal – przygodowa gra akcji z widokiem pierwszoosobowym, stworzona i wydana przez firmę Ubisoft. Ukazała się 23 lutego 2016 na konsole PlayStation 4 i Xbox One oraz 1 marca 2016 komputery osobiste.
Gra jest spin-offem serii Far Cry. Produkcję Far Cry Primal zapowiedziano w październiku 2015 roku.

## Fabuła
Gracz wciela się w rolę myśliwego o imieniu Takkar. Razem z innymi myśliwymi wyrusza na poszukiwanie swojego plemienia, lecz zostaje zaatakowany przez tygrysa szablozębnego, skutkiem czego wszyscy oprócz Takkara giną. Bohater wraz ze współplemieńcami stawia czoło niebezpieczeństwom ze strony tubylców i dzikich zwierząt.

## Rozgrywka
Akcja gry toczy się około 10 tysięcy lat przed naszą erą (epoka kamienia) w krainie Oros, z której kilka tysięcy lat wcześniej cofnął się lądolód. Dostępny obszar pokryty jest lasem ze strzelistymi drzewami, podmokłymi bagnami i tundrą. Celem gracza jest stworzenie dobrych warunków do życia dla nowego plemienia – zapewnienie żywności i schronienia.

## Odbiór
Gra w wersji na konsolę PlayStation 4 spotkała się z pozytywnym odbiorem recenzentów, uzyskując według agregatora GameRankings średnią ocen wynoszącą 77,30% oraz 76/100 punktów według serwisu Metacritic. Redaktor serwisu Gry-Online, Przemysław Zamęcki, wysoko ocenił świat gry i obszar po którym można się poruszać. Jego zdaniem Ubisoftowi udało się stworzyć ciekawą krainę, przyznał jednak, że rozgrywka jest podobna do poprzednich gier z serii. Zamęcki pozytywnie opisał też fikcyjny język „łindźa”, który pogłębia immersję i pasuje do świata gry. Recenzent Eurogamera uznał Far Cry Primal za bardzo dobrą odsłonę serii. Pochwalił umiejscowienie akcji gry w czasach prehistorycznych oraz wysoką jakość oprawy graficznej. Stwierdził, że nowy świat spodoba się zarówno fanom serii, jak i tym, którzy sięgają po grę pierwszy raz. Redaktor docenił fakt, że gra zajmuje niewiele miejsca na dysku twardym i płynność rozgrywki. Wśród wad wymienił mało rozbudowaną mechanikę i słaby główny wątek fabularny.